# 장만
장만(張晩, 1566년 ~ 1629년)은 조선의 문신이다. 본관은 인동(仁同). 자는 호고(好古), 호는 낙서(洛西)이다. 병조판서 및 팔도 도원수 등을 역임하였다.

## 생애
1589년(선조 22) 생원·진사시에 합격하고, 1591년(선조 24) 별시 문과에 병과로 급제하여 성균관·승문원·예조좌랑 등을 지냈으며, 1599년 봉산군수(鳳山郡使)가 되었다. 1622년 병조판서로 있을 때 광해군의 정치가 문란함을 보고 대책을 건의했으나, 오히려 광해군의 분노를 사게 되자 병을 핑계로 고향에 은둔하였다.
1623년 인조 반정 후 팔도 도원수(八道 都元帥)로 등용되었으며, 이듬해 이괄의 난이 일어나자 의병을 모아 이를 진압한 공으로 1등 공신이 되었다. 1627년, 병조판서로 있을 때 정묘호란이 일어났으나 적을 막지 못한 죄로 부여로 유배되었다. 죽은 후에 영의정에 추증되었다. 문무와 재략을 갖춘 무장이었으며 많은 부하를 통솔하는 힘을 갖고 있었다.

## 가족관계
- 부친 : 장기정(張麒禎 1525~1594)
- 모친 : 배천 조씨(趙氏) 정경부인(貞敬夫人), 조광침(趙光琛)의 딸
- 정실 : 풍천 임씨(任氏), 임정로(任廷老 1534~?)의 딸
  - 적장녀(무남독녀) : 장씨(張氏), 정경부인(貞敬夫人)
  - 사위 : 전주 최씨 완성부원군(完城府院君) 최명길(崔鳴吉 1586~1647)
- 계실 : 전의 이씨(李氏), 이극빈(李克彬)의 딸
  - 자녀 없음
- 측실 : 성씨 미상
  - 서1자 장귀한(張歸漢 1607~?)
  - 서2자 장사한(張師漢 1608~?)
  - 서3자 장명한(張鳴漢 1610~?)
  - 서4자 장성한(張成漢)
  - 서5자 장창한(張昌漢)
  - 서녀 3명

## 저서
- 《낙서집》(洛西集)

## 관련 문화재
- 장만 선생 영정 및 공신록권 - 경기도 유형문화재 제142호

## 참고 자료
- 이 문서에는 다음커뮤니케이션(현 카카오)에서 GFDL 또는 CC-SA 라이선스로 배포한 글로벌 세계대백과사전의 내용을 기초로 작성된 글이 포함되어 있습니다.